# Ponte Belenski
Il Ponte Belenski (in bulgaro Беленски мост?, traslitterato  Belenski most), talvolta chiamato anche Ponte di Bjala, è un ponte pedonale che attraversa il fiume Jantra nei pressi della cittadina di Bjala nel distretto di Ruse in Bulgaria. Progettato dall'architetto Kolju Fičeto, è considerato uno dei migliori esempi di ingegneria e architettura del Risorgimento bulgaro.

## Storia

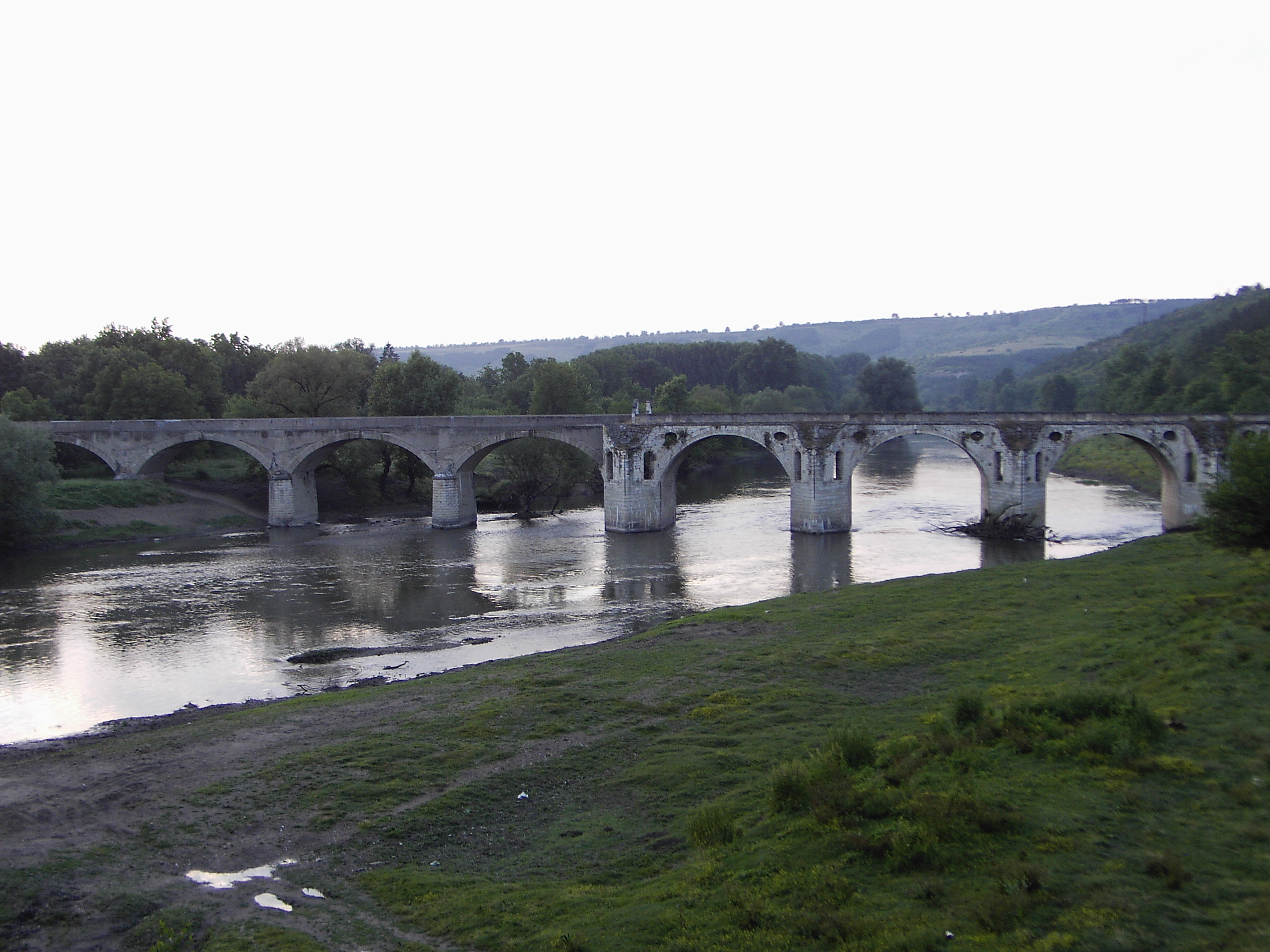
Il Ponte Belenski. È possibile notare la differenza tra la costruzione originale della parte orientale e il rifacimento del 1922 della parte occidentale.

Il ponte fu costruito tra il 1865 e il 1867 dal famoso architetto e costruttore Kolju Fičeto su incarico dello statista turco Mithat Pascià, al tempo governatore della regione, che aveva bisogno di un ponte sul fiume Jantra per collegare agevolmente la città di Ruse con Veliko Tărnovo, Pleven e Sofia.

Si trattava di un compito impegnativo perché in quel punto il fiume è largo e soggetto a piene e la maggior parte dei preventivi stimavano una spesa si 2 o 3 milioni di grossi. Fičeto invece si disse in grado di costruire il ponte spendendo solo 700.000 grossi e secondo la tradizione disse a Mithat Pascià che avrebbe potuto giustiziarlo se non fosse stato in grado di mantenere la promessa. Al termine dei lavori Mithat Pascià fu così soddisfatto del risultato che donò al costruttore 50.000 grossi e gli conferì l' Ordine di Mejīdiyye.
Nel 1897 una violenta alluvione fece crollare la metà occidentale del ponte. Essa fu ricostruita tra il 1922 e il 1923 usando cemento armato e modificando la dimensione degli archi e dei piloni rispetto al progetto di Fičeto. La parte orientale del ponte conserva invece l'aspetto originale.

Nel 2000 il ponte è stato dichiarato monumento architettonico della cultura. Al giorno d'oggi il ponte è solamento pedonale, mentre per il traffico stradale è stato realizzato ad alcune decine di metri di distanza un moderno ponte in cemento armato.

## Descrizione

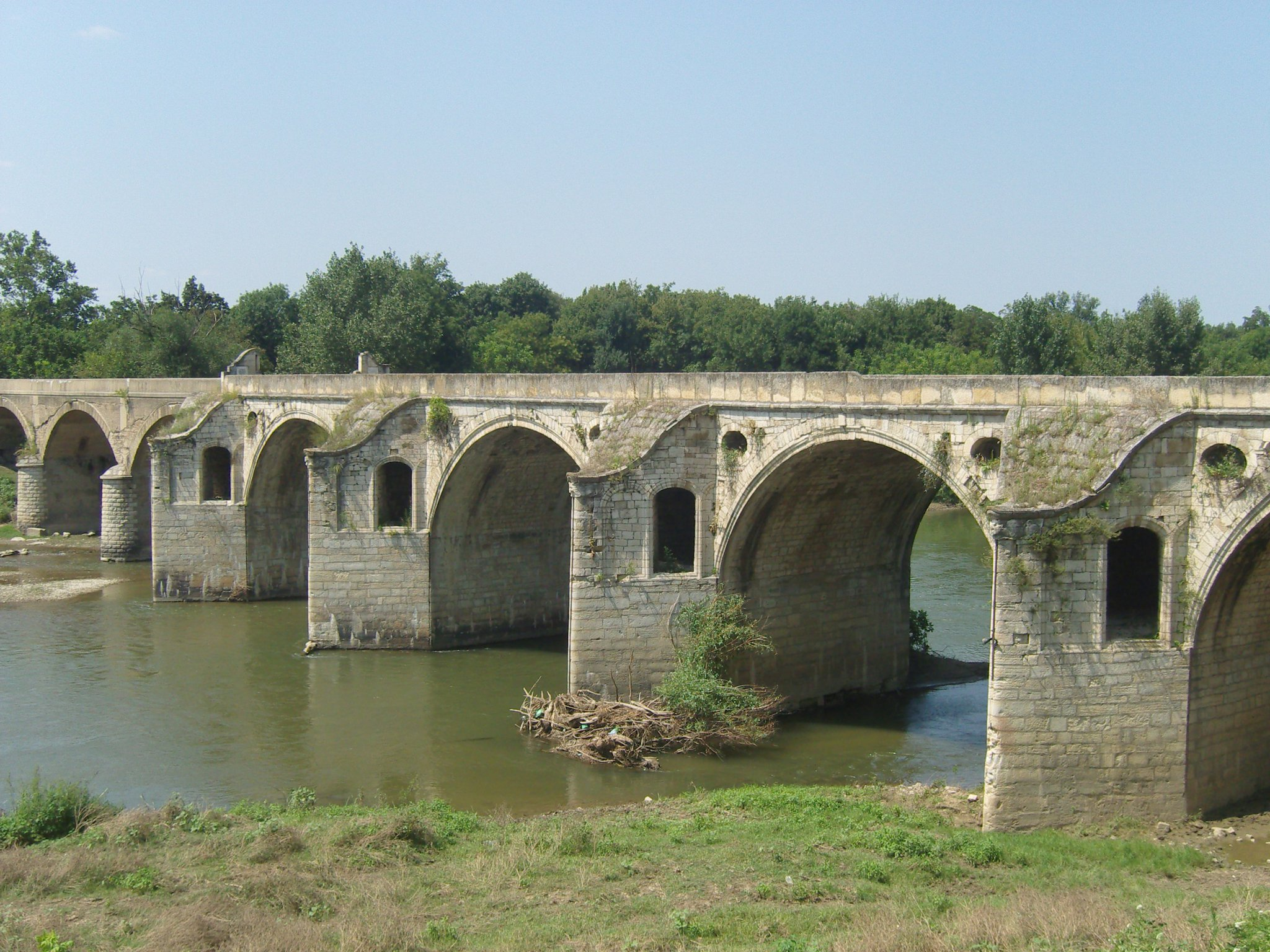
La parte orientale del Ponte Belenski

Originariamente il ponte era lungo 276 metri, largo 9 metri ed era composto da 14 archi in pietra calcarea e malta con una luce di 12 metri ciascuno. Gli archi erano decorati da bassorilievi e immagini di animali in stile simil-gotico. 

I pilastri di forma allungata sono attraversati da aperture passanti, che nell'aspetto ricordano quasi le finestre di una abitazione, con lo scopo di permettere una maggiore portata di acqua in caso di piena.
Dopo che la piena del 1897 distrusse la parte occidentale del ponte, tale porzione fu ricostruita tra il 1922 e il 1923 usando cemento armato, utilizzando archi di luce maggiore e pilastri più piccoli rispetto alla costruzione originaria.
Nel 1977 nei pressi del ponte è stata collocata una statua raffigurante il progettista Kolju Fičeto.